# Ward Christensen
Ward Christensen   (West Bend, 23 d'octubre de 1945 - Rolling Meadows, 11 d'octubre de 2024) va ser el cofundador del tauler d'anuncis de la CBBS, el primer sistema de tauler d'anuncis (BBS) publicat mai en línia. Christensen, juntament amb el seu col·lega Randy Suess va començar a desenvolupar-lo durant una tempesta a Chicago i va establir oficialment CBBS quatre setmanes després, el 16 de febrer de 1978.

## Biografia
Christensen va destacar per crear eines de programari per a les seves necessitats. Va escriure un sistema operatiu basat en cassets abans que els disquets i discs durs fossin habituals. Quan va perdre el codi font d'alguns programes va escriure ReSource, un desassemblador iteratiu per a l'Intel 8080, per ajudar-lo a regenerar el codi font. Quan necessitava enviar fitxers a Randy Suess, va escriure XMODEM.
Jerry Pournelle va escriure el 1983 una col·lecció de programari de domini públic CP/M. "Probablement el 50 per cent dels programes realment bons van ser escrits per Ward Christensen, un benefactor públic".
Christensen va rebre dos premis Dvorak el 1992 per a l'excel·lència en telecomunicacions, un amb Randy Suess per desenvolupar el primer BBS, i un premi a tota una vida "per contribucions destacades en les telecomunicacions del PC". El 1993 va rebre el premi Pioneer de la Electronic Frontier Foundation. Christensen va treballar a IBM des del 1968 fins a la seva jubilació el 2012. La seva darrera feina a IBM va ser d'especialista en vendes tècniques.